# Джон Мілтон Їнгер
Джон Мілтон Їнгер (англ. John Milton Yinger; 6 липня 1916 — 28 липня 2011) — американський соціолог, президент Американської соціологічної асоціації 1976—1977. Отримав ступінь доктора філософії в Університеті Вісконсіна, штат Медісон, в 1942 р. і був почесним професором соціології в Оберлінському коледжі.
Вивчав соціологію в університеті ДеПау. В університеті був частиною команди з легкої атлетики. Після закінчення ДеПау Їнгер здобув ступінь магістра в Університеті штату Луїзіана та докторську ступінь в Університеті Вісконсіна.
Розпочав свою професійну кар'єру в Весліанському університеті Огайо. Він переїхав до Оберлінського коледжу в 1947 році і залишався там до виходу на пенсію в 1987 році. Крім того, що він був професором соціології та антропології, написав 13 книг і низку статей у журналах. Його підручник у співавторстві з Джорджем Е. Сімпсоном, «Расові та культурні меншини», пройшов п’ять видань і виграв у 1959 році премію «Енісфілд-Вольф» за найкращу наукову роботу з питань расових відносин. Нагороду поділили з Мартіном Лютером Кінгом. В «Американському соціологічному огляді» 1960 року він обгрунтував концепцію «контркультури».